# Буноайка
Буноайка (рум. Bunoaica) — село у повіті Мехедінць в Румунії. Входить до складу комуни Чирешу.
Село розташоване на відстані 284 км на захід від Бухареста, 20 км на північний захід від Дробета-Турну-Северина, 148 км на південний схід від Тімішоари, 113 км на північний захід від Крайови.

## Населення
За даними перепису населення 2002 року у селі проживали 205 осіб, з них 204 особи (99,5%) румунів. Рідною мовою 204 особи (99,5%) назвали румунську.